# Барболано, Пьетро
Пьетро Барболано (Пьетро Центранико; итал. Centranigo o Barbolano или Pietro Centranico) — 28-й венецианский дож (1026—1032).
До избрания на должность дожа был известен тем, что украл из Константинополя мощи святого Саввы Освящённого.
Был избран после низложения и ссылки Оттона Орсеоло. На должности дожа столкнулся с противодействием семейства Орсеоло. Византийский император Константин VIII, предоставивший убежище Оттону Орсеоло, отменил торговые привилегии Венеции. Его примеру последовал император Священной Римской империи Конрад II. Венгерский король Стефан в качестве мести за сосланных дочь и зятя напал на Далмацию. В результате крисиза Пьетро Барболано был вынужден покинуть пост в 1032 году.